# NCH 코퍼레이션
NCH 코퍼레이션(NCH Corporation)은 1919년 미국에서 설립되어 세계 50개국에 지사를 둔 설비 유지보수 제품 제조기업이다. 대한민국 법인은 1984년에 설립되었으며 1992년 충북 음성 공장 설립과 함께 국내에 한국 최초 절연성 클리너등 설비 유지 보수용 화학제품 등을 소개하면서 일반에게 알려지기 시작했다.
2016년 5월 NCH는 NCH LUBRICANTS(윤활사업부), NCH CHEM-AQUA(수처리사업부), NCH MAINTENANCE(유지보수사업부), NCH WASTEWATER(오폐수관리사업부) 4개 사업부로 리브랜딩하였다.

## 주요 사업
주요 사업으로는 쿨링타워 및 보일러용 수처리제, 특수 그리스 및 윤활제, 금속 접합 보수제 전기 전자 설비용 크리너 및 코팅제，오폐수 처리용 생화학 제제 등의 생산이며, 각종 시설에서 나오는 오폐수를 줄일 수 있는 미생물 처리제와 오폐수 처리용 전자동 미생물 배양장치, 악취제거프로그램 등을 제조하고 있다.

## 연혁
- 1919 밀톤P. 레비Sr.가 6가지의제품으로 National Disinfectant Company를 시작
- 1960 화학제품군으로 사업확대, 회사명을 National Chemsearch로변경
- 1960’s 유럽, 아시아, 남미진출, 공격적인 영업개시 Gear of Selling이 전세계로 전파
- 1968 NCH 배관과 부품 사업 시작
- 1969 National Chemsearch 뉴욕증권거래소상장(매출$47.5 M, 250개제품)
- 1980 NCH 애완동물 관련 제품과 배관 소매업 시작
- 1984 NCH CORP(미국)사에 의해 한국 지사 설립
- 1990 NCH 동유럽 시장 진출. 수처리 서비스, 오일처리 사업 확장
- 1992 충북 음성 공장 설립과 함께 한국 최초 절연성 클리너등 설비 유지 보수용 화학제품 소개
- 2016 NCH ASIA 6개 전문사업부 강화: NCH LUBRICANTS(윤활사업부), NCH CHEM-AQUA(수처리사업부), NCH MAINTENANCE(유지보수사업부), NCH WASTEWATER(오폐수관리사업부), NCH FOOD SAFETY(식품 안전), NCH AGRICULTURE(농업 솔루션)
- 2017 ~ 전세계 50여개국 판매 및 600,000 고객 확보로 산업유지보수 및 수처리 선두

## 사업장
- 미국 본사: 미국 댈러스
- 한국지사: 서울특별시 서초구 반포대로 306
- 부산사무소: 부산광역시 연제구 거제동
- 음성공장: 충청북도 음성군 대소면